# Tüskevár
Tüskevár è un comune dell'Ungheria di 570 abitanti (dati 2001). È situato nella contea di Veszprém.